# Піневич Михайло Васильович
Піневич Михайло Васильович (20 листопада 1888 — 28 серпня 1977) — лікар-уролог, доктор медичних наук. 1963—1972 професор кафедри урології Вінницький медичний інститут. З 1947 року головний уролог Вінницької області.

## Біографічні відомості
Народився в с. Заудавка Ніжинського повіту Чернігівської губернії в родині вчителя.
Після закінчення медичного факультету Київського університету 1914 чотири роки працював військовим лікарем. 
1920-1925 рр. - завідувач лікарні с. Миронівка Київської обл.
1925-1939 рр. - працював у Києві. 
У 1934 р. захистив дисертацію на ступінь кандидата медичних наук. 
1939-1941 рр. - доцент госпітальної клініки медичного університету. 
Під час Другої світової війни працював у евакогоспіталях. 
З 1946 р. працює у Вінницькому медичному інституті за направленням МОЗ УРСР. Піневич доводив необхідність створення на базі Вінницької обласної лікарні самостійного урологічного відділення, яке відкрито в 1947 році з 20 ліжками.
З 1960 р. - доктор медичних наук. 
1963-1972 рр. - професор кафедри факультетської хірургії з курсу урології.

## Нагороди
- Орден «Знак Пошани»
- Медаль «За перемогу над Німеччиною у Великій Вітчизняній війні 1941—1945 рр.»
- Медаль «За оборону Києва»